# Jaret Anderson-Dolan
Jaret Anderson-Dolan, född 12 september 1999, är en kanadensisk professionell ishockeyforward som spelar för Los Angeles Kings i National Hockey League (NHL). Han har tidigare spelat för Ontario Reign i American Hockey League (AHL) och Spokane Chiefs i Western Hockey League (WHL).
Anderson-Dolan draftades i andra rundan i 2017 års draft av Los Angeles Kings som 41:a spelare totalt.

## Statistik
| 2014–2015  | Spokane Chiefs    | WHL        | 5   | 0  | 0   | 0   | 0  | 1  | 0 | 0 | 0  | 0 |
| 2015–2016  | Spokane Chiefs    | WHL        | 65  | 14 | 12  | 26  | 21 | 6  | 1 | 2 | 3  | 2 |
| 2016–2017  | Spokane Chiefs    | WHL        | 72  | 39 | 37  | 76  | 22 | —  | — | — | —  | — |
| 2017–2018  | Spokane Chiefs    | WHL        | 70  | 40 | 51  | 91  | 27 | 7  | 2 | 7 | 9  | 4 |
|            | Ontario Reign     | AHL        | 5   | 0  | 2   | 2   | 2  | 3  | 0 | 0 | 0  | 0 |
| 2018–2019  | Los Angeles Kings | NHL        | 1   | 0  | 0   | 0   | 0  | —  | — | — | —  | — |
| NHL totalt | NHL totalt        | NHL totalt | 1   | 0  | 0   | 0   | 0  | —  | — | — | —  | — |
| WHL totalt | WHL totalt        | WHL totalt | 212 | 93 | 100 | 193 | 70 | 14 | 3 | 9 | 12 | 6 |

### Internationellt
| Källa: Uppdaterad: 2018-10-09 | Källa: Uppdaterad: 2018-10-09 | Källa: Uppdaterad: 2018-10-09 |         | Utv = Utvisningsminuter | Utv = Utvisningsminuter | Utv = Utvisningsminuter | Utv = Utvisningsminuter | Utv = Utvisningsminuter |
| År                            | Lag                           | Mästerskap                    | Matcher | Mål                     | Assists                 | Poäng                   | Utv                     |                         |
| ----------------------------- | ----------------------------- | ----------------------------- | ------- | ----------------------- | ----------------------- | ----------------------- | ----------------------- | ----------------------- |
| 2017                          | Kanada                        | U18-VM                        | 5       | 0                       | 0                       | 0                       | 4                       |                         |
| Junior totalt                 | Junior totalt                 | Junior totalt                 | 5       | 0                       | 0                       | 0                       | 4                       |                         |